# 木下正貴
木下 正貴（きのした まさき、1989年6月22日 - ）は、兵庫県出身の元サッカー選手。ポジションはGK。サッカー選手の木下真吾は実兄。

## 来歴
兄の真吾やその同級生の柏木陽介たちと同じく兵庫県の御津町（現・たつの市）でサッカーを始め、地元の小中学校に通う。
2005年、ガンバ大阪ユースへ入団し、1年時から正GKとしてプレー。2007年にはユース選手ながらトップチームに帯同。
2008年に安田晃大と共にトップチームへ昇格した。翌2009年、J2のロアッソ熊本へ期限付き移籍で加入。この年は22試合に出場し、2010年からは完全移籍した。しかし、新加入の南雄太にポジションを奪われ出場機会はなかった。2011年は岩丸史也が第2GKとしてベンチ入りする試合が多く、第3GKに序列を下げた。
2012年、ヴァンフォーレ甲府に完全移籍。だが、荻晃太が全試合出場したため出場機会はなく、同年限りで退団。
2013年、JFLのAC長野パルセイロに完全移籍。シーズン終了後に長野を退団し、現役を引退した。
引退後は飲食業界に身を置きつつ、一般社団法人CLUBSTORYの代表を務めている。

## 所属クラブ
ユース経歴
- 2002年 - 2004年 御津中学校
- 2005年 - 2007年 ガンバ大阪ユース (向陽台高等学校)

プロ経歴
- 2008年 - 2009年 ガンバ大阪
  - 2009年 ロアッソ熊本 (期限付き移籍)
- 2010年 - 2011年 ロアッソ熊本
- 2012年 ヴァンフォーレ甲府
- 2013年 AC長野パルセイロ

## 個人成績
| 国内大会個人成績 | 国内大会個人成績 | 国内大会個人成績 | 国内大会個人成績 | 国内大会個人成績 | 国内大会個人成績 | 国内大会個人成績 | 国内大会個人成績 | 国内大会個人成績 | 国内大会個人成績 | 国内大会個人成績 | 国内大会個人成績 |
| 年度             | クラブ           | 背番号           | リーグ           | リーグ戦         | リーグ戦         | リーグ杯         | リーグ杯         | オープン杯       | オープン杯       | 期間通算         | 期間通算         |
| 年度             | クラブ           | 背番号           | リーグ           | 出場             | 得点             | 出場             | 得点             | 出場             | 得点             | 出場             | 得点             |
| 日本             | 日本             | 日本             | 日本             | リーグ戦         | リーグ戦         | リーグ杯         | リーグ杯         | 天皇杯           | 天皇杯           | 期間通算         | 期間通算         |
| ---------------- | ---------------- | ---------------- | ---------------- | ---------------- | ---------------- | ---------------- | ---------------- | ---------------- | ---------------- | ---------------- | ---------------- |
| 2008             | G大阪            | 26               | J1               | 0                | 0                | 0                | 0                | 0                | 0                | 0                | 0                |
| 2009             | 熊本             | 41               | J2               | 22               | 0                | -                | -                | 0                | 0                | 22               | 0                |
| 2010             | 熊本             | 1                | J2               | 0                | 0                | -                | -                | 0                | 0                | 0                | 0                |
| 2011             | 熊本             | 21               | J2               | 0                | 0                | -                | -                | 0                | 0                | 0                | 0                |
| 2012             | 甲府             | 21               | J2               | 0                | 0                | -                | -                | 0                | 0                | 0                | 0                |
| 2013             | 長野             | 21               | JFL              | 0                | 0                | -                | -                | 0                | 0                | 0                | 0                |
| 通算             | 日本             | 日本             | J1               | 0                | 0                | 0                | 0                | 0                | 0                | 0                | 0                |
| 通算             | 日本             | 日本             | J2               | 22               | 0                | -                | -                | 0                | 0                | 22               | 0                |
| 通算             | 日本             | 日本             | JFL              | 0                | 0                | -                | -                | 0                | 0                | 0                | 0                |
| 総通算           | 総通算           | 総通算           | 総通算           | \|22             | 0                | 0                | 0                | 0                | 0                | 22               | 0                |

- Jリーグ初出場 - 2009年6月21日 J2第22節 vs栃木SC (熊本市水前寺競技場)

## タイトル

### クラブ
ガンバ大阪ユース
- 日本クラブユース選手権(U-18)：2回 (2006年、2007年)

ガンバ大阪
- 天皇杯：1回 (2008年)
- AFCチャンピオンズリーグ：1回 (2008年)
- パンパシフィックチャンピオンシップ：1回 (2008年)

AC長野パルセイロ
- 長野県サッカー選手権大会：1回（2013年）

## 代表歴
- U-15日本代表
- U-16日本代表
- U-17日本代表